# 趙南國
趙南國（韓語：조남국，1965年8月25日—），韓國電視劇導演。

## 作品列表

### 電視劇
- 2003年：SBS《夏娃的花園》
- 2005年：SBS《香港特急》
- 2005年：SBS《堅強的野花》
- 2007年：SBS《遇上完美鄰居的方法》
- 2008年：SBS《菜鳥變鳳凰》
- 2010年：SBS《鄰居冤家》
- 2012年：SBS《追擊者 THE CHASER》
- 2013年：SBS《野王》
- 2013年：SBS《黃金帝國》
- 2015年：JTBC《LAST》
- 2016年：JTBC《Fantastic》
- 2017年：JTBC《Untouchable》
- 2020年：JTBC《模範刑警》
- 2022年：JTBC《模範刑警2》
- 2024年：tvN《魅惑之人》

### 企劃作品
- 2011年：SBS《對我說謊試試》

## 外部連結
- NAVER （页面存档备份，存于）